# Christine Joan Johnson
Christine Joan Johnson (Kingston, 12 luglio 1963) è una cantautrice giamaicana. Ha trascorso la sua infanzia a Kingston, l'adolescenza e gli studi universitari a New York, e si è poi trasferita in Italia.

## Carriera

### Attrice
Christine Joan Johnson ha iniziato la sua carriera come attrice e ha partecipato a vari progetti cinematografici e teatrali. Tra i suoi lavori più noti, c'è il ruolo di Sara nel film Lo zio indegno (1989).

### Musicista e compositrice
Christine Joan Johnson è una talentuosa musicista e compositrice. Ha prodotto diversi album e composto colonne sonore per film e spettacoli. Nel film Il soffio dell'anima (2010), ha cantato una canzone composta da Andrea Felli. È la leader e autrice del progetto musicale ICT (Inspiration Color Trash), noto per il singolo Lasciati tentare, che ha raggiunto la quindicesima posizione nella classifica olandese. Ha inoltre lavorato con progetti musicali come J.M.P. (Jamit Music Production) e Stikatsy Label, collaborando con artisti come Jean-Paul Maunick “Bluey” di Incognito.

#### Produzioni Musicali
- Lasciati tentare - Singolo composto nel 1996 con il gruppo ICT con il quale raggiunge la quindicesima posizione della classifica olandese
- Eyes - Altro singolo con ICT che riscuote molto successo in Olanda
- The Breath of the Soul - Colonna sonora per il film Il soffio dell'anima (2010), distribuito da Warner Bros. e Iris Film Distribution. Ha anche scritto e composto Never Enough e i testi per Calling Your Breath.
- Inedited World Music Festival - Un festival musicale concepito, diretto e prodotto da Christine insieme a Jean-Paul Maunick “Bluey” di Incognito. Il festival offre opportunità a artisti di tutte le età e generi musicali, celebrando l'originalità e la passione per la musica.

### Opere principali
- Lo zio indegno (1989) - Film in cui ha interpretato il ruolo di Sara.
- Lasciati tentare (1996) - Singolo del progetto musicale ICT (Inspiration Color Trash), che ha raggiunto la seconda posizione nella classifica europea.
- Il gioco della vita (2008) - Libro pubblicato da Aiep Editore.
- Le Iene scherzo a Fabrizio Corona (2009) - Partecipazione al programma televisivo Le Iene, dove ha interpretato una inviata della MGM incaricata di convincere Fabrizio Corona a partecipare, nel ruolo di antagonista principale, a un immaginario film di James Bond.[4]
- Il soffio dell'anima (2010) - Film in cui ha cantato una canzone composta da Andrea Felli nominato al David di Donatello[5]
- The Soul Gospel Show (2014) - Produzione teatrale.
- Un pianoforte nel bosco (2014) - Opera musical in collaborazione con Pino Insegno.
- Something Cool (2019) - Colonna sonora per lo spot del brand di accessori Braccialini.

### Libri
- Il gioco della vita (2008) - Pubblicato da Aiep Editore, questo libro esplora i temi del destino e delle scelte di vita.
- Finalmente l'anima
- The Orange Door
- The 12 Faces
- Me and My City (2024)
- The Riddle and the Girls
- WEMEMEWE

## Riconoscimenti
Christine Joan Johnson ha ricevuto numerosi premi e riconoscimenti per il suo lavoro, tra cui una candidatura al David di Donatello nel 2009 per la colonna sonora del film Il soffio dell'anima.

## Vita privata
Ha un figlio nato nel 1995.